# Fumaria bastardii
Fumaria bastardii — вид квіткових рослин родини руткові (Fumariaceae). Вид названо на честь французького ботаніка Тусена Батара.

## Опис
Стебла сизі, голі, до 100 см. Останні листки 2–5.5 × 1–3 мм, довгасті, плоскі. Квітки 8–11 мм, від білого до рожевого кольору, з фіолетово-чорною вершиною. Сім'янки 2–2,5 x 2–2,3 мм, округлі, тупі, злегка загострені, грубі.

## Поширення
Європа: Велика Британія, колишня Югославія, Франція, Греція, Ірландія, Іспанія, Італія, Португалія, Гібралтар, Мальта; Північна Африка: Алжир, Лівія, Марокко, Туніс; Західна Азія: Ліван, Сирія. Населяє культивовані або занедбані землі. Натуралізовані в південно-західній Австралії й Північній Америці.